# K-51 Verhoturje
K-51 Verhoturje (rusko К-51 Верхотурье) je strateška jedrska podmornica razreda Delfin Ruske vojne mornarice. Poimenovana je po mestu Verhoturje. Projekt je razvil konstruktorski biro Rubin, glavni konstruktor pa je bil Sergej Nikitič Kovaljov. Njen gredelj je bil položen 23. februarja 1981, splavljena je bila 7. marca 1984, predaja vojni mornarici pa je bila 28. decembra 1984 in podmornica je postala operativna v 31. diviziji podmornic Severne flote v Gadžijevem.
Podmornica je bila modernizirana dvakrat, med letoma 1993 in 1999 ter med letoma 2010 in 2012.
Podmornica je bila splavljena pod imenom 26. kongresa KPSZ («Имени XXVI съезда КПСС»), leta 1999 pa je bila preimenovana v Verhoturje.
Verhoturje je izvedlo več bojnih dežurstev, junija 1985, septembra 1986, septembra 1987, marca 1989, jeseni 1990, poleti 1991, spomladi 2003, jeseni 2006 in decembra 2015 (izstrelitev rakete Sinjeva).